# Segling vid olympiska sommarspelen 1900
Vid olympiska sommarspelen 1900 avgjordes sju grenar i segling och tävlingarna hölls mellan 20 maj och 6 augusti 1900 i Meulan-en-Yvelines och Le Havre. Antalet deltagare var 177 tävlande från 7 länder.
Det råder viss osäkerhet i efterhand vilka tävlingar som skall räknas som de officiella tävlingarna. I alla viktklasser avgjordes två olika tävlingssträckor vilket medför dubbla medaljörer i varje viktklass. Dock räknar inte IOK två av de tävlingar som genomfördes till de officiella.

## Medaljtabell
| Pl.    | Nation          | Guld | Silver | Brons | Totalt |
| ------ | --------------- | ---- | ------ | ----- | ------ |
| 1      | Frankrike       | 5    | 9      | 10    | 24     |
| 2      | Storbritannien  | 4    | 1      | 1     | 6      |
| 3      | Kombinationslag | 2    | 0      | 0     | 2      |
| 4      | Schweiz         | 1    | 1      | 0     | 2      |
| 4      | Tyskland        | 1    | 1      | 0     | 2      |
| 6      | Nederländerna   | 0    | 1      | 0     | 1      |
| 7      | USA             | 0    | 0      | 2     | 2      |
| Totalt | 7               | 13   | 13     | 13    | 39     |

## Medaljörer

### Officiella
| Gren                          | Guld                                                                                               | Silver                                                                                                  | Brons                                                                                                   |
| 0 - ½ ton bana 1 Detaljer...  | Frankrike · Baby · Pierre Gervais · Okänd                                                          | Frankrike · Quand-Même · Jean Charcot · Robert Linzeler                                                 | Frankrike · Sarcelle · Henri Monnot · Léon Tellier · Gaston Cailleux                                    |
| 0 - ½ ton bana 2 Detaljer...  | Frankrike · Fantlet · Émile Sacré                                                                  | Frankrike · Quand-Même · Jean-Baptiste Charcot · Robert Linzeler                                        | Frankrike · Baby · Pierre Gervais                                                                       |
| ½ - 1 ton bana 1 Detaljer...  | Storbritannien · Scotia · Lorne Currie · John Gretton · Linton Hope · Algernon Maudsley            | Frankrike · Crabe II · Jacques Baudrier · Félix Marcotte · William Martin · Jules Valton · Jean Le Bret | Frankrike · Scamasaxe · Émile Michelet · F. Michelet · Marcel Meran                                     |
| ½ - 1 ton bana 2 Detaljer...  | Frankrike · Carabinier · Louis Auguste-Dormeuil                                                    | Frankrike · Scamasaxe · Émile Michelet · F. Michelet · Marcel Meran                                     | Frankrike · Crabe II · Jacques Baudrier · Félix Marcotte · William Martin · Jules Valton · Jean Le Bret |
| 1 - 2 ton bana 1 Detaljer...  | Schweiz · Lerina · Bernard de Pourtalès · Hélène de Pourtalès · Hermann de Pourtalès               | Frankrike · Martha · François Vilamitjana · Auguste Albert · Charles Hugo · Duval                       | Frankrike · Nina Claire · Jacques Baudrier · Louis-Lucien Baudrier · Dubosq · Édouard Mantois           |
| 1 - 2 ton bana 2 Detaljer...  | Tyskland · Aschenbrödel · Georg Naue · Heinrich Peters · Ottokar Weise · Martin Wiesner            | Schweiz · Lerina · Bernard de Pourtalès · Hélène de Pourtalès · Hermann de Pourtalès                    | Frankrike · Martha · François Vilamitjana · Auguste Albert · Charles Hugo · Duval                       |
| 2 - 3 ton bana 1 Detaljer...  | Kombinationslag Olle Edward William Exshaw (GBR) Frédéric Blanchy (FRA) Jacques Le Lavasseur (FRA) | Frankrike · Favorite · Léon Susse · Doucet · Godinet · Mialaret                                         | Frankrike · Gwendoline · Ferdinand Schlatter · De Cottignon · Émile Jean-Fontaine                       |
| 2 - 3 ton bana 2 Detaljer...  | Kombinationslag Olle Edward William Exshaw (GBR) Frédéric Blanchy (FRA) Jacques Le Lavasseur (FRA) | Frankrike · Favorite · Léon Susse · Doucet · Godinet · Mialaret                                         | Frankrike · Mignon · Auguste Donny                                                                      |
| 3 - 10 ton bana 2 Detaljer... | Storbritannien · Bona Fide · Edward Hore · H. N. Jefferson · J. Howard Taylor                      | Frankrike · Gitana · A. Dubois · J. Dubois · Maurice Gufflet · Robert Gufflet · Charles Guiraist        | USA · Frimousse · H. MacHenry                                                                           |
| 10 - 20 ton Detaljer...       | Frankrike · Esterel · Émile Billard · Paul Perquer                                                 | Frankrike · Quand-Même · Jean Decazes                                                                   | Storbritannien · Laurea · Edward Hore                                                                   |
| Öppen klass Detaljer...       | Storbritannien · Scotia · Lorne Currie · John Gretton · Linton Hope · Algernon Maudsley            | Tyskland · Aschenbrödel · Georg Naue · Heinrich Peters · Ottokar Weise · Martin Wiesner                 | Frankrike · Turquoise · Émile Michelet · F. Michelet                                                    |

### Inofficiella
| Gren                          | Guld                                    | Silver                                                                                     | Brons                                                                                            |
| 3 - 10 ton bana 1 Detaljer... | Frankrike · Fémur · Gilardoni           | Nederländerna · Mascotte · Henricus Smulders · Christoffel Hooijkaas · Arie van der Velden | Frankrike · Gitana · A. Dubois · J. Dubois · Maurice Gufflet · Robert Gufflet · Charles Guiraist |
| Över 20 ton Detaljer...       | Storbritannien · Cicely · Cecil Quentin | Storbritannien · Brynhild · John Selwin Calverley                                          | USA · Formosa · Harry Van Bergen                                                                 |